# Mary Wickes
Mary Wickes, właśc. Mary Isabelle Wickenhauser (ur. 13 czerwca 1910 w St. Louis, zm. 22 października 1995 w Los Angeles) – amerykańska aktorka filmowa i telewizyjna. W Polsce znana z roli Marie w serialu Detektyw w sutannie.

## Filmografia (wybrane)
Opracowano na podstawie źródła.

### Filmy
- 1937: Hollywood Hotel jako Gość w Orchid Room
- 1938: Too Much Johnson jako pani Battison
- 1942:
  - Blondie’s Blessed Event jako Sarah Miller
  - Keeping Fit jako Ann, żona Andy’ego
  - The Mayor of 44th Street jako Mamie
  - Człowiek, który przyszedł na obiad jako Pielęgniarka Preen
  - Abbott i Costello – Kto to zrobił? jako Juliet Collins
  - Private Buckaro jako Bonnie-Belle Schlopkiss
  - Trzy kamelie jako siostra Dora Pickford
- 1943:
  - Happy Land jako Emmy
  - Higher and Higher jako Sandy Brooks
  - My Kingdom for a Cook jako Agnes Willoughby
- 1948: 
  - Czerwcowa narzeczona jako Rosemary McNally
  - The Decision of Christopher Blake jako Clara
- 1950: The Petty Girl jako Profesor Whitman
- 1951: 
  - Zobaczę Cię we śnie jako Anna
  - Nad księżycową zatoką jako Stella
- 1952:
  - Historia Willa Rogersa jako pani Foster
  - Young Man with Ideas jako pani Jarvis Gilpin
  - Bloodhounds of Broadways jako kobieta w pralni
- 1953:
  - W świetle księżyca jako Stella
  - Aktorka jako Emma Glavey
  - Half a Hero jako pani Watts
- 1954:
  - Destry jako Bessie Mae Curtis
  - Białe Boże Narodzenie jako Emma Allen
  - Ma and Pa Kettle at Home jako pani Wetter
- 1955: Dzień dobry Pani Dove jako panna Ellwood
- 1956: Zatańcz ze mną Henry jako panna Mayberry
- 1958: The Proud Rebel jako pani Ainsley
- 1959: It Happened to Jane jako Matilda Runyon
- 1960: Cimarron Pani Neal Hefner
- 1961:
  - Grzechy Rachel Cade jako Marie Grieux
  - 101 dalmatyńczyków jako Cruella de Mon (model referencyjny)[2] / Pieguska (głos)
- 1962: Muzyk jako pani Squires
- 1964: Ukochane serce jako Panna Fox
- 1965: Jak zamordować własną żonę jako sekretarka Harolda
- 1966: The Trouble with Angels jako siostra Clarissa
- 1967: Duchy rozrabiają jako Gloria Tritt
- 1968: Where Angels Go, Trouble Follows jako siostra Clarissa
- 1969: The Monk jako pani Medford
- 1972:
  - Snowball Express jako panna Wigginton
  - The Man Who Came to Dinner jako siostra Preen
  - Napoleon i Samanta jako Clara
- 1980: Dotyk miłości jako Margaret
- 1986: Świąteczny prezent jako Henrietta Sawyer
- 1987: Almost Partners jako Aggie Greyson
- 1990: Pocztówki znad krawędzi jako Babcia
- 1992: Zakonnica w przebraniu jako siostra Mary Lazarus
- 1993: Zakonnica w przebraniu 2: Powrót do habitu jako siostra Mary Lazarus
- 1994: Małe kobietki jako ciocia March
- 1996: Dzwonnik z Notre Dame jako Laverne (głos)

### Seriale
- 1991: Detektyw w sutannie jako Marie Murkin
- 2003: Columbo jako gospodyni